# Camponotus nacerdus
Camponotus nacerdus é uma espécie de inseto do gênero Camponotus, pertencente à família Formicidae.